# Пелагські острови
Пелагські острови (італ. Isole Pelagie) — найпівденніший архіпелаг Італії, розташований між Мальтою і Тунісом. Архіпелаг складається з трьох вулканічних островів: Лампедуза, Ліноза та незаселеного Лампіоні.

## Географія
Географічно архіпелаг відносять до Африки. Найвища точка розташована на висоті 186 метрів над рівнем моря (Монте-Вулкано). Площа островів становить — 25,5 км².
Населення островів — становить приблизно 6 тис. чоловік (2004). Адміністративно Пелагські острови є комуною у складі сицилійської провінції Агрідженто.
Сприятливий клімат та унікальна морська фауна (мальтійсько-пелагська) приваблюють туристів, проте через близькість до Африки (до Тунісу ледве понад 100 км), острови мають проблеми з нелегальними емігрантами, які прямують до Європи.
Важливе місце в економіці острова відіграє рибальство.